# Воспер, Роберт
Роберт Воспер (англ. Robert Vosper) (21 июня 1913, Портленд, Орегон, США — 14 мая 1994, Лос-Анджелес, Калифорния, США) — американский библиотекарь.

## Биография
Родился 21 июня 1913 года в Нортленде. Поступил и окончил университет Оризоны, затем получил степени бакалавра и магистра, затем окончил Школу библиотековедения при университете в Беркли, работал в библиотеке Стэнфордского университете.
Скончался 14 мая 1994 года в Лос-Анджелесе.

## Научные работы
Основные научные работы посвящены развитию библиотечного дела США.

## Членство в обществах
- 1955-56 — Президент Ассоциации библиотек колледжей и научных библиотек.
- 1965-66 — Президент Американской библиотечной ассоциации.
- 1968-73 — Член национальной комиссии США в ЮНЕСКО.
- 1971-76 — Вице-президент ИФЛА.
- Почётный член ИФЛА.